# گورنگه یابوکووو
گورنگه یابوکووو (به صربی: Gornje Jabukovo) یک منطقهٔ مسکونی در صربستان است که در ولادیچین خان واقع شده‌است. گورنگه یابوکووو ۱۵۴ نفر جمعیت دارد.